# Wolfgang Priester
Wolfgang Priester (* 22. April 1924 in Detmold; † 9. Juli 2005 in Bonn) war ein deutscher Astrophysiker.

## Leben und Wirken
Priester studierte ab 1946 Astronomie, Physik und Mathematik in Göttingen. 1953 wurde er mit einer Arbeit zum Strahlungstransport der Natrium-D-Linie promoviert. Anschließend war er zwei Jahre Assistent bei Albrecht Unsöld und ab 1955 Assistent von Friedrich Becker an der Bonner Sternwarte. 1958 wurde er in Bonn mit einer Arbeit zur Statistik der Radioquellen in der relativistischen Kosmologie habilitiert.
Von 1962 bis 1964  war er Visiting Scientist am Goddard Space Flight Center. Ende der 1950er und Anfang der 1960er Jahre war er ein Pionier darin, aus Bahndaten von Satelliten Rückschlüsse auf die obere Atmosphäre zu ziehen (bei der Beobachtung des ersten Sputnik Satelliten und dann unter anderem bei Explorer 17, siehe auch Thermosphäre).
1964 wurde er Professor für Astrophysik an der Universität Bonn und Direktor des Instituts für Astrophysik und Extraterrestrische Forschung (IAEF).
Priester war Mitglied mehrerer wissenschaftlicher Gesellschaften im In- und Ausland, zum Beispiel ab 1974 der Max-Planck-Gesellschaft.
Nach seiner Emeritierung 1989 arbeitete Priester vor allem auf dem Gebiet der Kosmologie (Lyman-Alpha-Wald).
Zusammen mit Hans-Joachim Blome entwickelte er das theoretische Modell eines Big Bounce zur Entstehung des Universums.